# Jelena Hadži-Manev
Jelena Hadži-Manev je hrvatska kazališna, filmska i televizijska glumica.

## Filmografija

### Televizijske uloge
- "Dome slatki dome" kao Ela (2010.)
- "Bitange i princeze" kao Lana (2010.)
- "Zauvijek susjedi" kao Anita (2008.)
- "Cimmer fraj" kao Antica/Dragana Gustav Donat (2007.)
- "Kad zvoni?" kao Klara (2005.)
- "Nora Fora" kao Mirta #1 (glas) (2004. – 2008.)

### Filmske uloge
- "Ajde, dan... prođi..." kao Ana (2006.)
- "Buket" (2006.)

### Sinkronizacija
- "Garfield 2: Priča o dvije mačke" kao Meenie (2006.)
- "Pinokio i car noći" kao Bee-atrice (2006.)

## Vanjske poveznice
- Jelena Hadži-Manev u internetskoj bazi filmova IMDb-u (engl.)
- Stranica na ludensteatar.hr  Arhivirana inačica izvorne stranice od 13. studenoga 2011. (Wayback Machine)